# العلاقات الإسواتينية البيلاروسية
العلاقات الإسواتينية البيلاروسية هي العلاقات الثنائية التي تجمع بين إسواتيني وروسيا البيضاء.

## مقارنة بين البلدين
هذه مقارنة عامة ومرجعية للدولتين:
| وجه المقارنة                                              | إسواتيني                                   | روسيا البيضاء                    |
| --------------------------------------------------------- | ------------------------------------------ | -------------------------------- |
| المساحة (كم2)                                             | 17.36 ألف                                  | 207.60 ألف                       |
| عدد السكان (نسمة)                                         | 1.37 مليون                                 | 9.50 مليون                       |
| الكثافة السكانية (ن./كم²)                                 | 78.92                                      | 45.76                            |
| العاصمة                                                   | لوبامبا، مبابان                            | مينسك                            |
| اللغة الرسمية                                             | لغة إنجليزية، لغة سوازي                    | اللغة البيلاروسية، اللغة الروسية |
| العملة                                                    | ليلانغيني سوازيلندي                        | روبل بلاروسي                     |
| الناتج المحلي الإجمالي (بليون دولار)                      | 4.41 مليار                                 | 54.44 مليار                      |
| الناتج المحلي الإجمالي (تعادل القوة الشرائية) بليون دولار | 11.13 مليار                                | 168.35 مليار                     |
| الناتج المحلي الإجمالي الاسمي للفرد دولار أمريكي          | 3.20 ألف                                   | 5.74 ألف                         |
| الناتج المحلي الإجمالي للفرد دولار أمريكي                 | 8.29 ألف                                   | 18.18 ألف                        |
| مؤشر التنمية البشرية                                      | 0.531                                      | 0.798                            |
| رمز المكالمات الدولي                                      | +268                                       | +375                             |
| رمز الإنترنت                                              | .sz                                        | .by، .бел                        |
| المنطقة الزمنية                                           | التوقيت القياسي لجنوب أفريقيا، ت ع م+02:00 | ت ع م+03:00                      |

## منظمات دولية مشتركة
يشترك البلدان في عضوية مجموعة من المنظمات الدولية، منها:
| علم المنظمة | اسم المنظمة                               | تاريخ انضمام إسواتيني | تاريخ انضمام روسيا البيضاء |
| ----------- | ----------------------------------------- | --------------------- | -------------------------- |
|             | مؤسسة التمويل الدولية                     | 22 سبتمبر 1969        | 2 نوفمبر 1992              |
|             | منظمة حظر الأسلحة الكيميائية              | ?                     | ?                          |
|             | الأمم المتحدة                             | 24 سبتمبر 1968        | 24 أكتوبر 1945             |
|             | الاتحاد الدولي للاتصالات                  | 11 نوفمبر 1970        | 7 مايو 1947                |
|             | منظمة الشرطة الجنائية الدولية             | ?                     | ?                          |
|             | البنك الدولي للإنشاء والتعمير             | 22 سبتمبر 1969        | 10 يوليو 1992              |
|             | الاتحاد البريدي العالمي                   | ?                     | ?                          |
|             | المركز الدولي لتسوية المنازعات الاستشارية | 14 يوليو 1971         | 9 أغسطس 1992               |
|             | وكالة ضمان الاستثمار متعدد الأطراف        | 18 أبريل 1990         | 3 ديسمبر 1992              |
|             | يونسكو                                    | 25 يناير 1978         | 12 مايو 1954               |

## وصلات خارجية
- موقع وزارة الخارجية البيلاروسية